# Riunione fittizia
La riunione fittizia serve a verificare se il de cuius, attraverso donazioni o disposizioni testamentarie, abbia arrecato pregiudizio alla quota riservata ai legittimari. Occorre anzitutto individuare l'ammontare del suo patrimonio al momento dell'apertura della successione e calcolare la quota di cui poteva disporre senza arrecare pregiudizio a quest'ultimi. Questa operazione prende il nome di riunione fittizia. È un'operazione contabile attraverso la quale si tenta di ricomporre idealmente l'asse ereditario: al valore dei beni del defunto al tempo dell'apertura della successione, diminuito dei debiti ereditari (relictum), si somma il valore delle donazioni (donatum), attualizzato alla morte del de cuius. Sull'asse così formato si calcola la quota di cui il defunto poteva disporre e si evidenzia l'eventuale lesione sulla quota di riserva (art. 556 c.c.). Si parla di riunione fittizia in quanto la somma del relictum con il donatum avviene attraverso il calcolo dei valori nominali, senza la riunione materiale dei beni.